# Jezírko (Libáňské rybníky)
Rybník Jezírko  o výměře vodní plochy 0,87 ha se nachází asi 0,7 km jihozápadně od vesnice Loučky v okrese Chrudim. Hráz rybníka Jezírko je přístupná po polní cestě odbočující u vesnice Loučky ze silnice III. třídy č. 33769 spojující Loučky s obcí Lukavice. 
Rybník Jezírko je historické vodní dílo, které bylo vybudováno jako součást soustavy Libáňských rybníků sestávající z následujících rybníků: Pařezný rybník, Zaháj, Hluboký rybník, Jezírko, Nový rybník, Loučenský rybník.
Rybník je v současnosti využíván pro chov ryb. V okolí rybníka rostou vlhkomilné druhy rostlin a žije bohaté společenstvo obojživelníků a ptáků. 

## Galerie

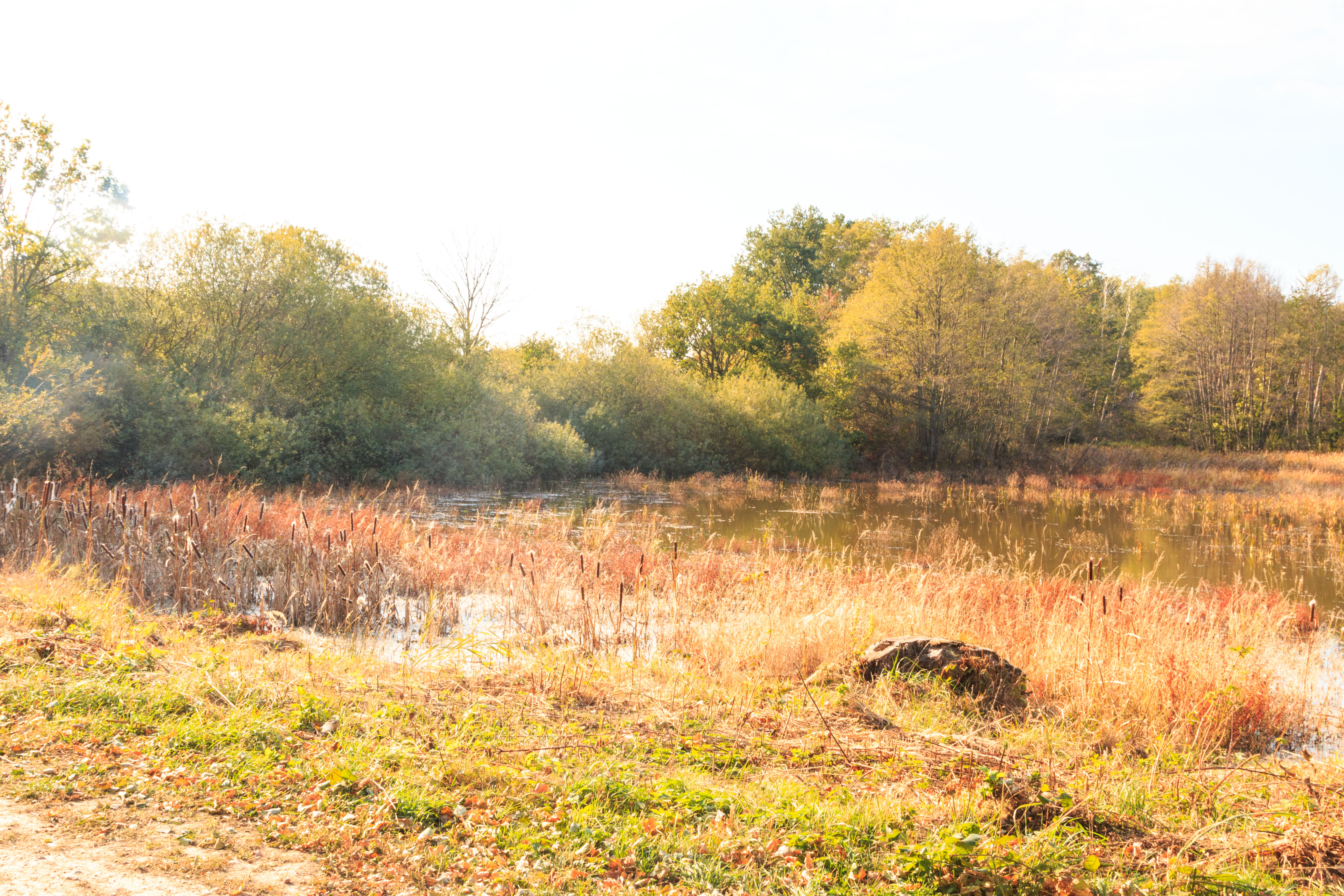
pohled na rybník Jezírko u vesnice Loučky
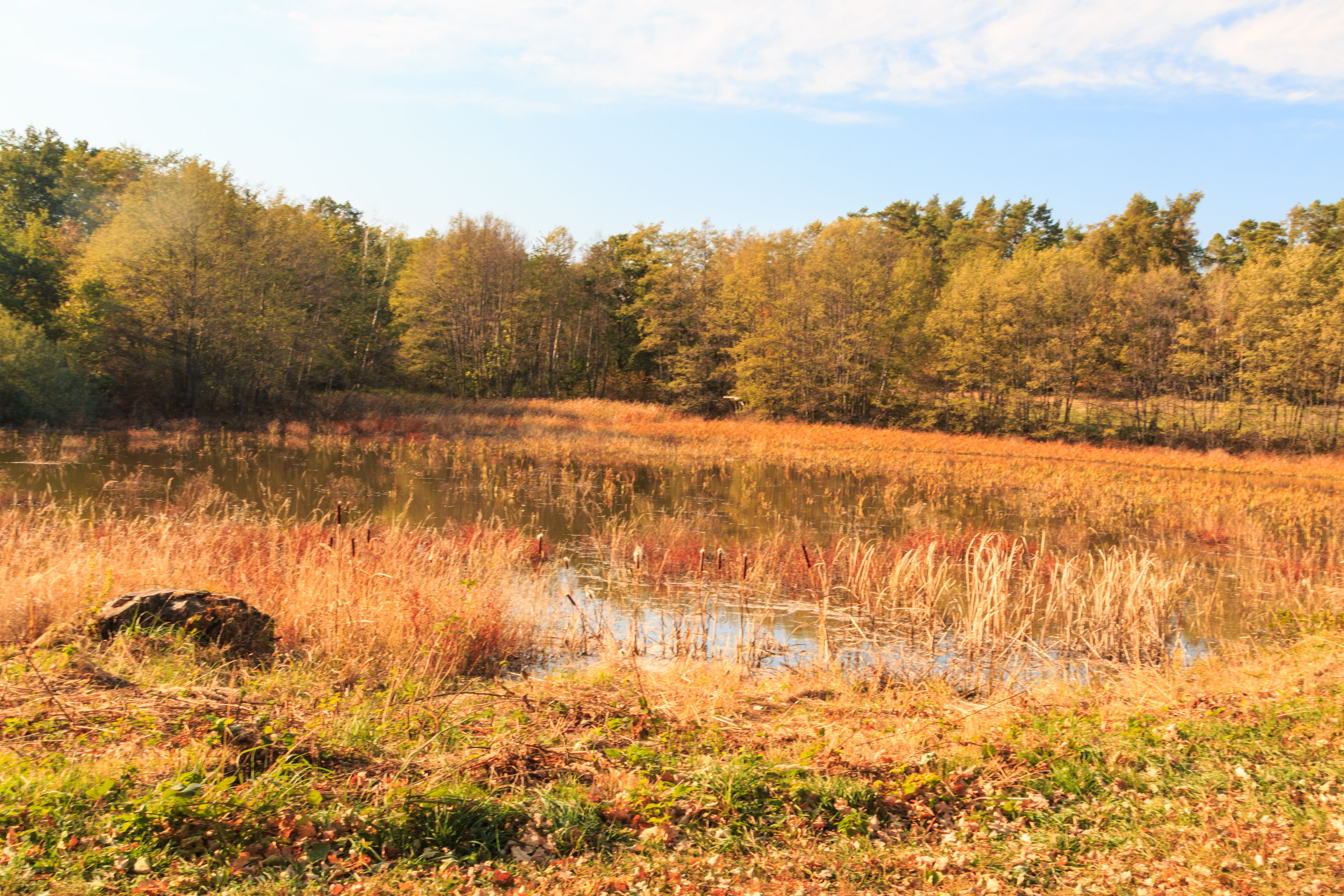
pohled na rybník Jezírko u vesnice Loučky
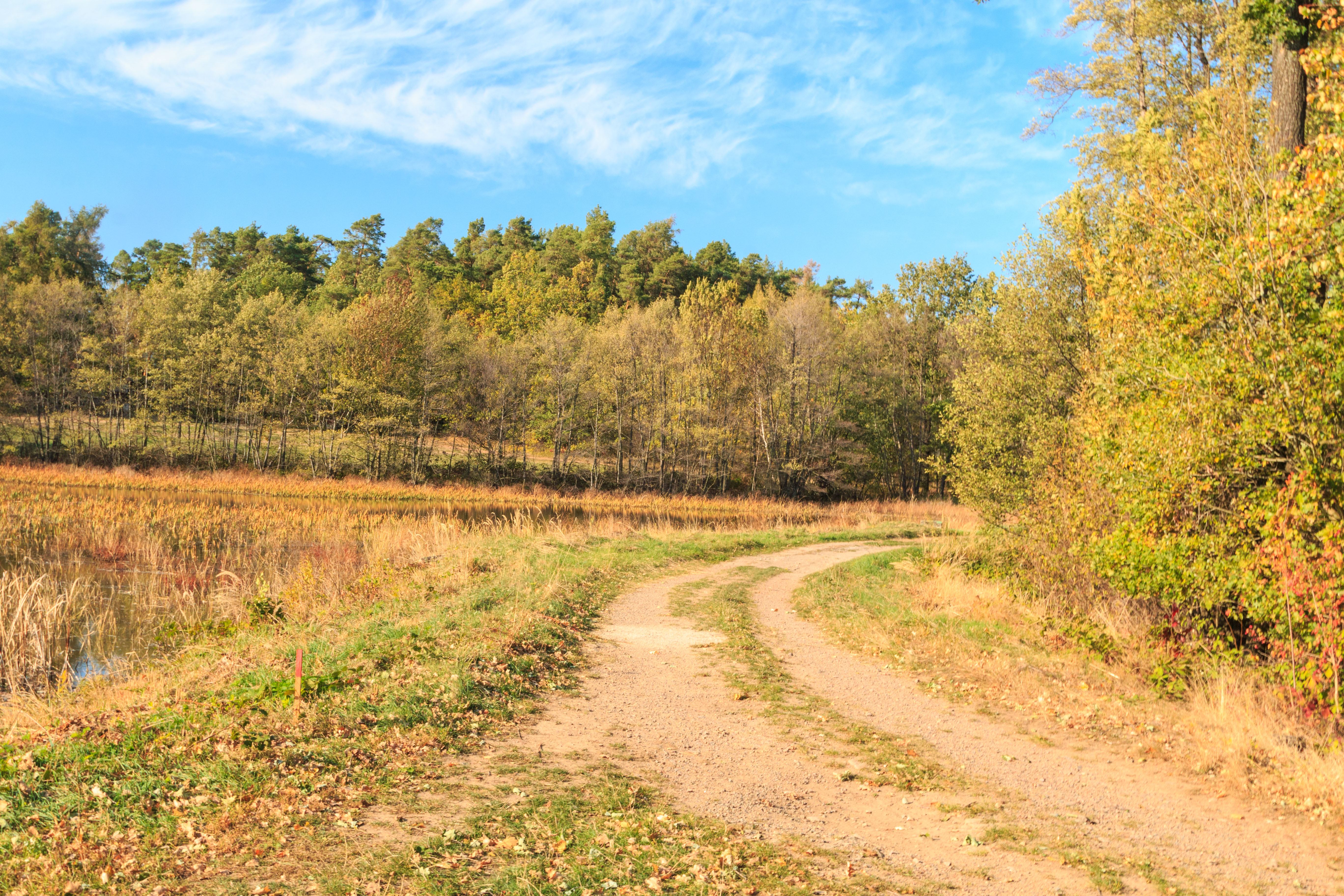
pohled na rybník Jezírko u vesnice Loučky
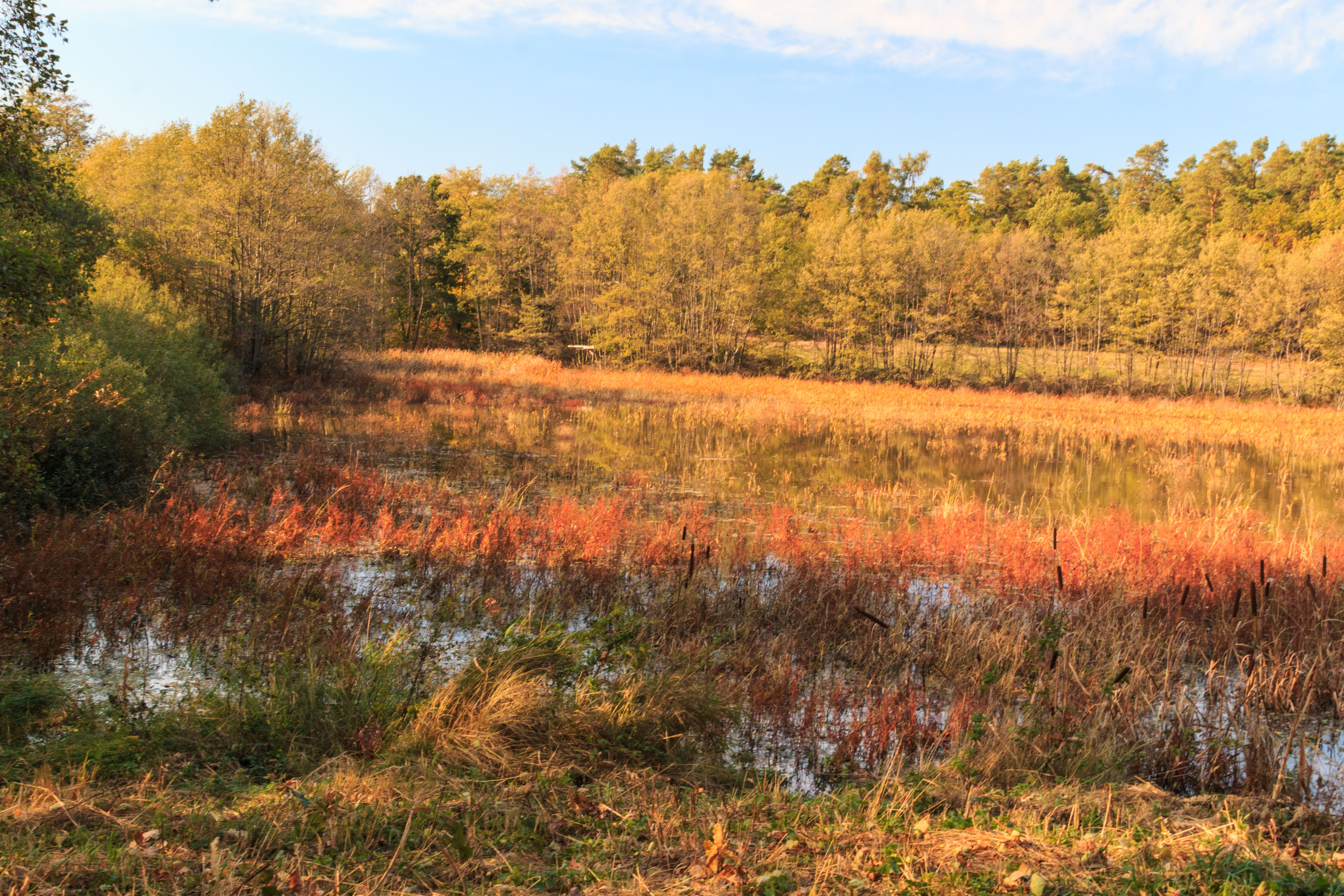
pohled na rybník Jezírko u vesnice Loučky
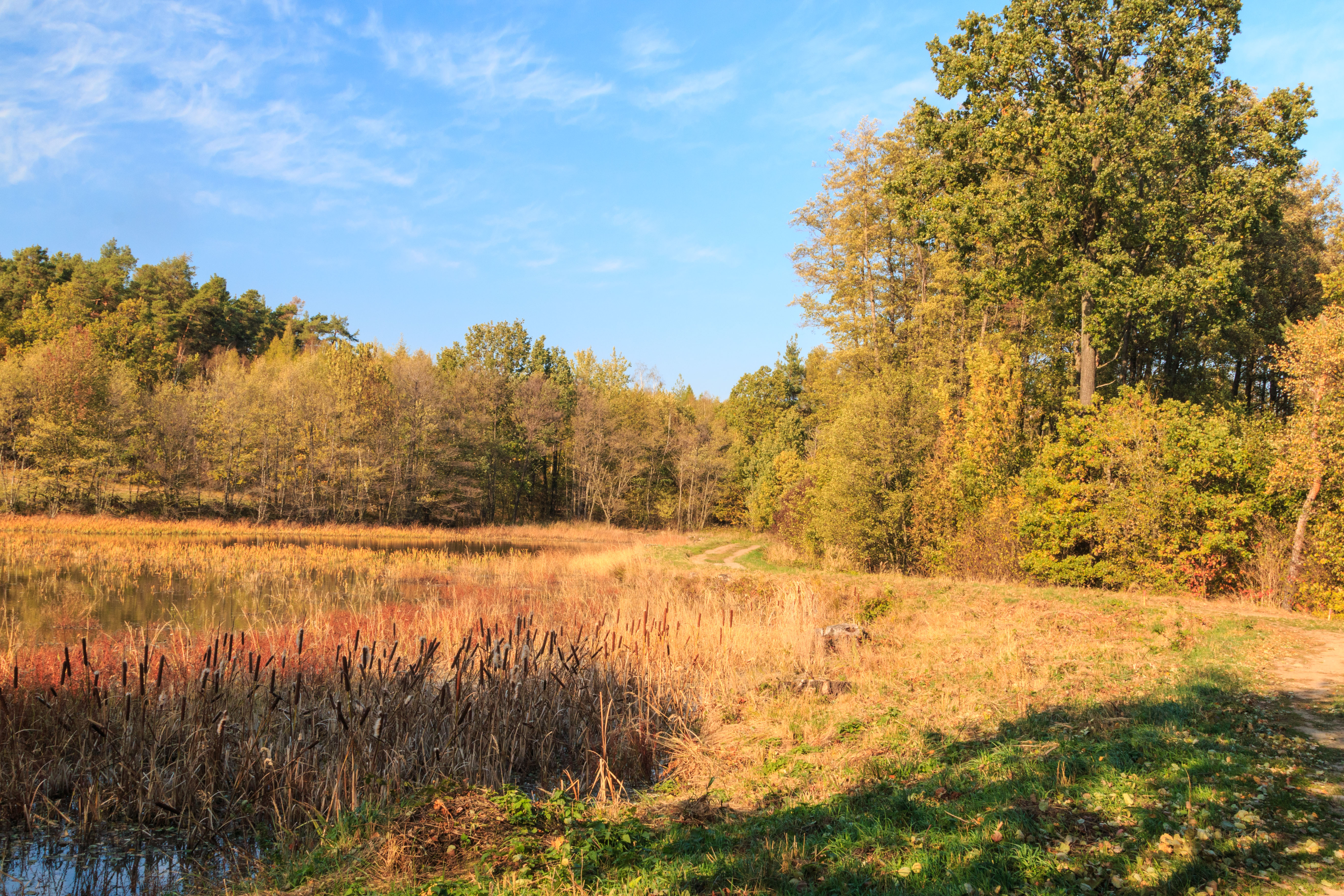
pohled na rybník Jezírko u vesnice Loučky